# Ypthima bolanica
Ypthima bolanica är en fjärilsart som beskrevs av Marshall 1882. Ypthima bolanica ingår i släktet Ypthima och familjen praktfjärilar. Inga underarter finns listade i Catalogue of Life.